# Rissoina barthelowi
Rissoina barthelowi är en snäckart som beskrevs av Bartsch 1915. Rissoina barthelowi ingår i släktet Rissoina och familjen Rissoidae. Inga underarter finns listade i Catalogue of Life.